# Spoorlijn Lollar - Wetzlar
De spoorlijn Lollar - Wetzlar was een Duitse spoorlijn als lijn 3706 onder beheer van DB Netze. Het traject tussen Lollar en Wetzlar was onderdeel van de Kanonenbahn tussen Berlijn en Metz.

## Geschiedenis
Het traject werd door de Königliche Eisenbahndirektionen (KED) Wiesbaden op 15 oktober 1878 geopend.
Het personenvervoer tussen Lollar en Abendstern werd op 30 mei 1980 stilgelegd en het goederenvervoer werd in 1995 stilgelegd.

## Treindiensten

### Deutsche Bahn
De Deutsche Bahn verzorgde het personenvervoer op dit traject met RB-treinen.

## Aansluitingen
In de volgende plaatsen was of is er een aansluiting van de volgende spoorwegmaatschappijen:

### Lollar
- Main-Weser-Bahn spoorlijn tussen Frankfurt am Main en Kassel
- Lollar - Wetzlar voormalige spoorlijn tussen Lollar en Wetzlar

### Wetzlar
- Lahntalbahn spoorlijn tussen Koblenz en Wetzlar
- Solmsbachtalbahn spoorlijn tussen Grävenwiesbach en Wetzlar
- Dillstrecke spoorlijn tussen Siegen en Gießen
- Lollar - Wetzlar voormalige spoorlijn tussen Lollar en Wetzlar